# Hamura, Tokyo
Hamura (羽村市) là một thành phố nằm ở ngoại ô phía tây của Tokyo, Nhật Bản.

## Địa lý
Hamura nằm bên dòng sông Tama cách khoảng 30 dặm (50 km). Thành phố giáp các thành phố khác của Tokyo như  Ōme về phía bắc và tây, Mizuho về phía đông, Fussa về phía nam và Akiruno về phía tây.
Đến năm 2010, thành phố có dân số ước tính là 57.045 và mật độ dân số là 5.760 người/km². Tổng diện tích là 9,91 km².

## Lịch sử
Ngày 1 tháng 4 năm 1889, một số làng (một trong số đó được đặt tên là Hane-mura) sáp nhập để hình thành làng Nishitama trong khu Nishitama, một thời gian thuộc quận Kanagawa.

Vào ngày 1 tháng 4 năm 1893, Nishitama đã được sáp nhập vào Tokyo.

Năm 1956, nó đã trở thành thị trấn Hamura thuộc khu Nishitama.

Đến 1 tháng 11 năm 1991 thì trở thành thành phố.

## Liên kết ngoài

Tượng Tamagawa, các kĩ sư của Tamagawa Josui